# Shangdang
Shangdang är ett stadsdistrikt, som lyder under Changzhis stad på prefekturnivå i Shanxi-provinsen i norra Kina. Det fick sitt nuvarande namn 19 juni 2018. Dessförinnan var det ett härad med namnet Changzhi (Changzhi xian), alltså med samma namn som staden på prefekturnivå det låg under. 

## Källa
1. ↑  Uppgift från Wikipedia på engelska. Läst 23 oktober 2021.